# Rhingia laticincta
Rhingia laticincta är en tvåvingeart som beskrevs av Enrico Adelelmo Brunetti 1907. Rhingia laticincta ingår i släktet näbblomflugor, och familjen blomflugor. Inga underarter finns listade i Catalogue of Life.